# Frei kommun
Frei kommun (norska: Frei kommune) var en tidigare kommun i landskapet Nordmøre i Møre og Romsdal fylke i västra Norge. Kommunen fanns under perioden 1 januari 1838 - 31 december 2007. Den 1 januari 2008 uppgick kommunen i Kristiansunds kommun.
Slaget om Rastarkalv utkämpades på ön Frei.   

## Administrativ historik
- 1882 överfördes en del av kommunen till Øre kommun.
- 1893 bildades Gjemnes kommun genom att mindre delar togs från Frei, Kvernes och Øre kommuner.
- 1964 överfördes Aspøya till Tingvolls kommun samtidigt som Bremsnes kommun delades upp mellan Averøy, Frei och Kristiansunds kommuner.[4]
- 2008 slås Frei samman med Kristiansund.

## Bilder

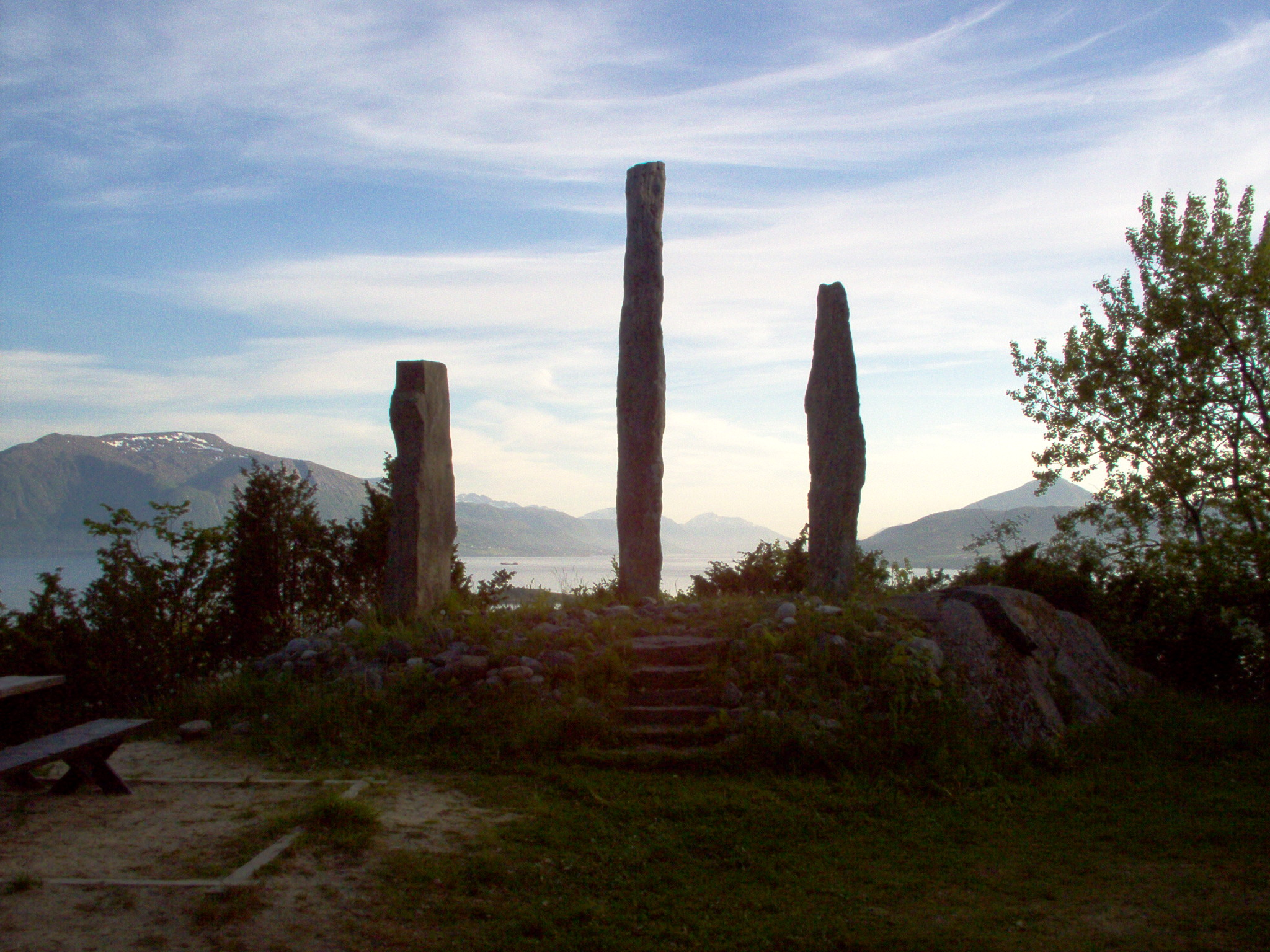
Freidarberg.
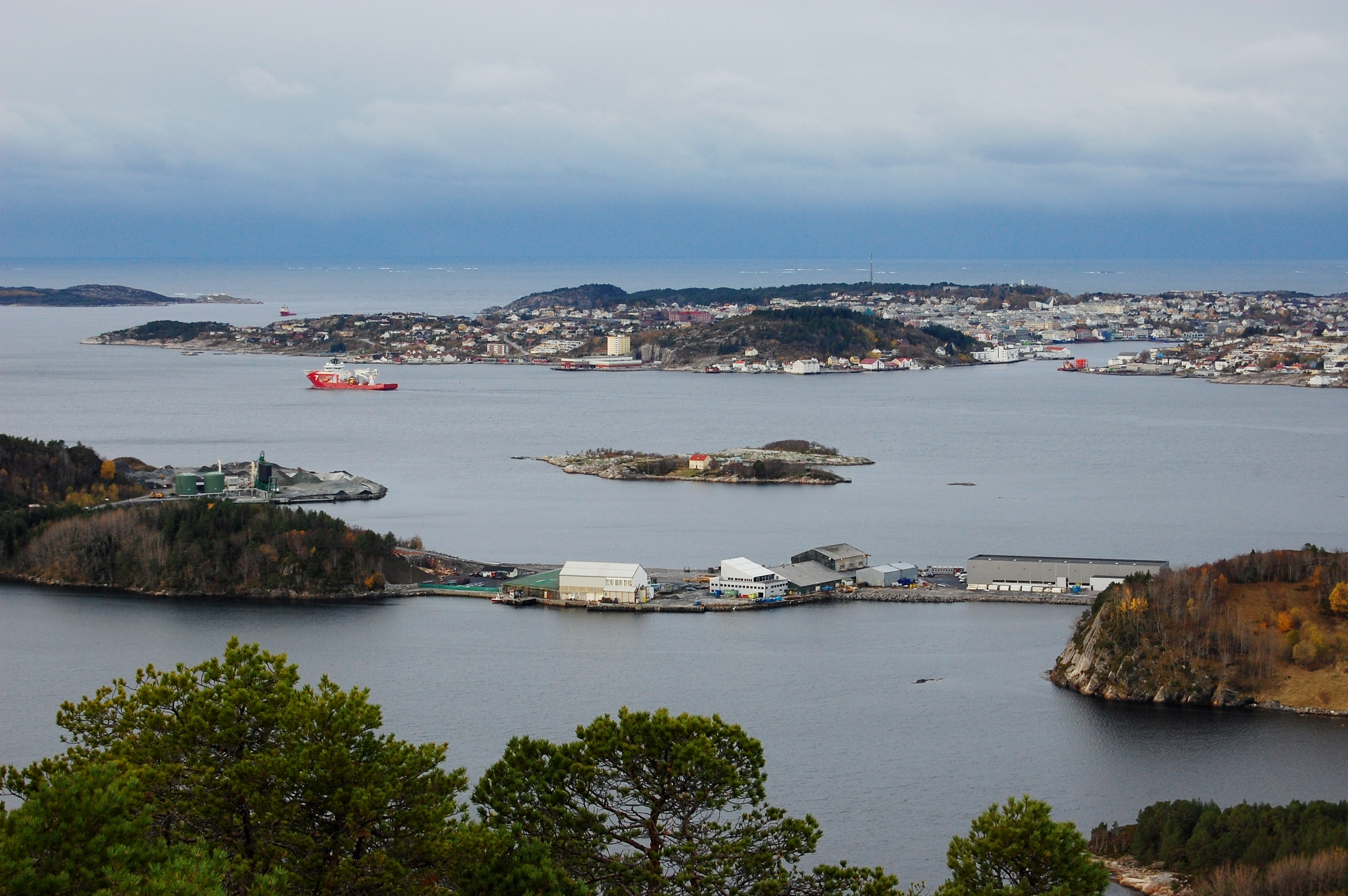
Vy mot Kristiansund.
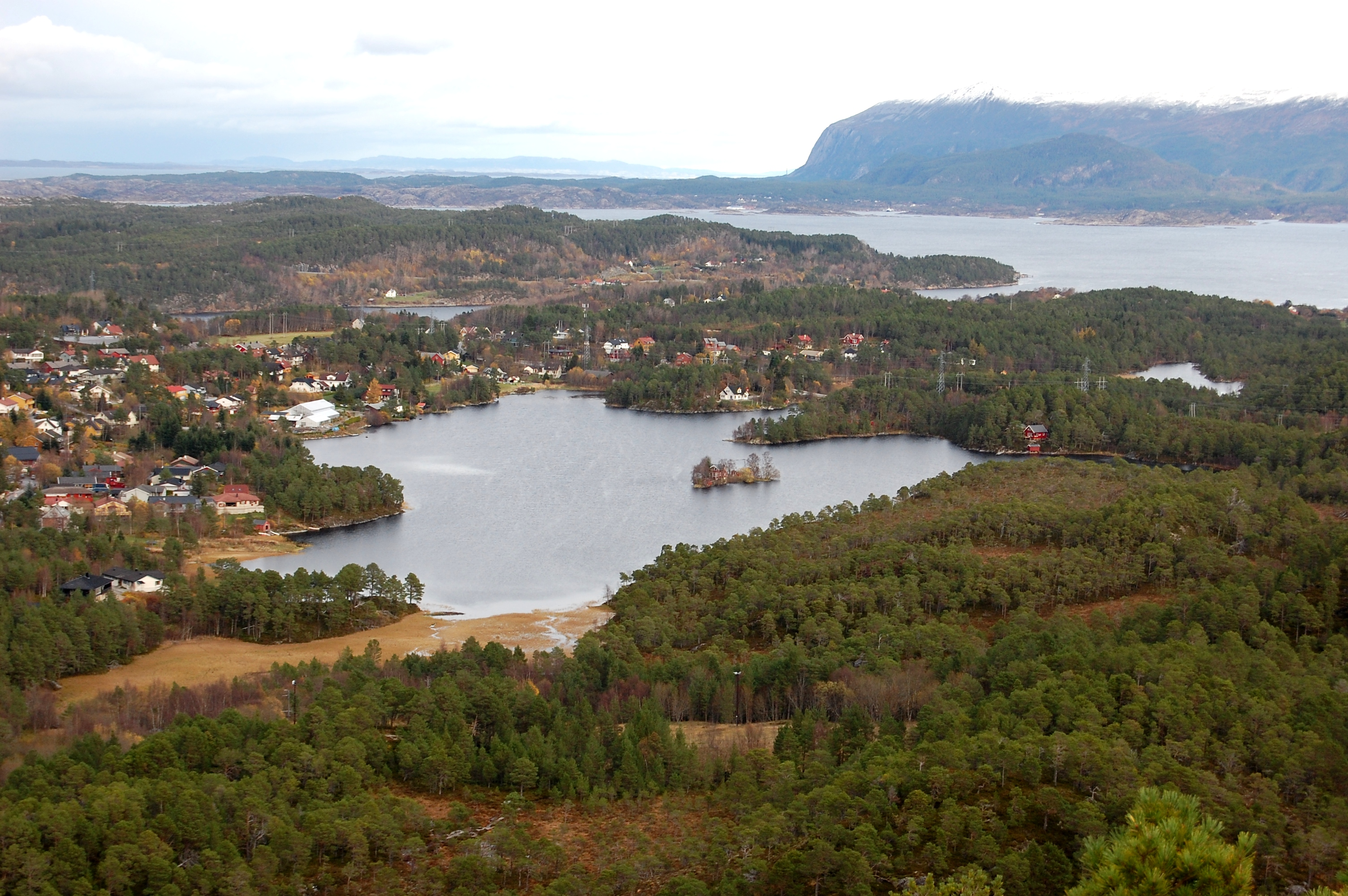
Rensvikvatnet.